# ارچیمان
ارچیمان (به لاتین: Ərçiman) یک منطقه مسکونی در جمهوری آذربایجان است که در شهرستان شماخی واقع شده است. ارچیمان ۵۸۷ نفر جمعیت دارد.